# Xã Lake Henry, Quận Stearns, Minnesota
Xã Lake Henry (tiếng Anh: Lake Henry Township) là một xã thuộc quận Stearns, tiểu bang Minnesota, Hoa Kỳ. Năm 2010, dân số của xã này là 278 người.